# Isabelle Donald
Isabelle Donald, née le 23 novembre 1966, est une femme politique vanuataise.

## Biographie
Après une formation de secrétaire, elle siège au conseil de gouvernement local de l'île d'Épi de 1984 à 1992. Elle est ensuite brièvement secrétaire au ministère de l'Agriculture, puis travaille pour un programme de formation technique en milieu rural jusqu'en 2002.
Aux élections législatives de 2002, elle entre au Parlement de Vanuatu comme députée d'Épi avec l'étiquette du Vanua'aku Pati, et est simple députée de la majorité parlementaire du gouvernement Natapei. Seule femme députée de la législature 2002-2004, elle n'est que la cinquième à être élue au Parlement, après Tessa Fowler et Mary Gilu en 1975, et Maria Crowby et Hilda Lini en 1987. Elle est élue vice-présidente du Parlement.
Conservant son siège de députée lors des élections anticipées de 2004 (auxquelles elle est rejointe au Parlement par une autre femme, Leinavao Tasso), elle est nommée ministre du Programme de réforme en profondeur, et ministre des Femmes, des enfants et des personnes handicapées dans le gouvernement de Ham Lini en 2005. Cette même année, elle se voit conférer le titre coutumier de Sikawonuta (signifiant « la plus grande femme ») par des chefs autochtones de l'est de l'île d'Épi et est promue ministre de la Justice et ministre des Affaires sociales. Elle est battu dans sa circonscription aux élections de 2008.